# Jaszkówka

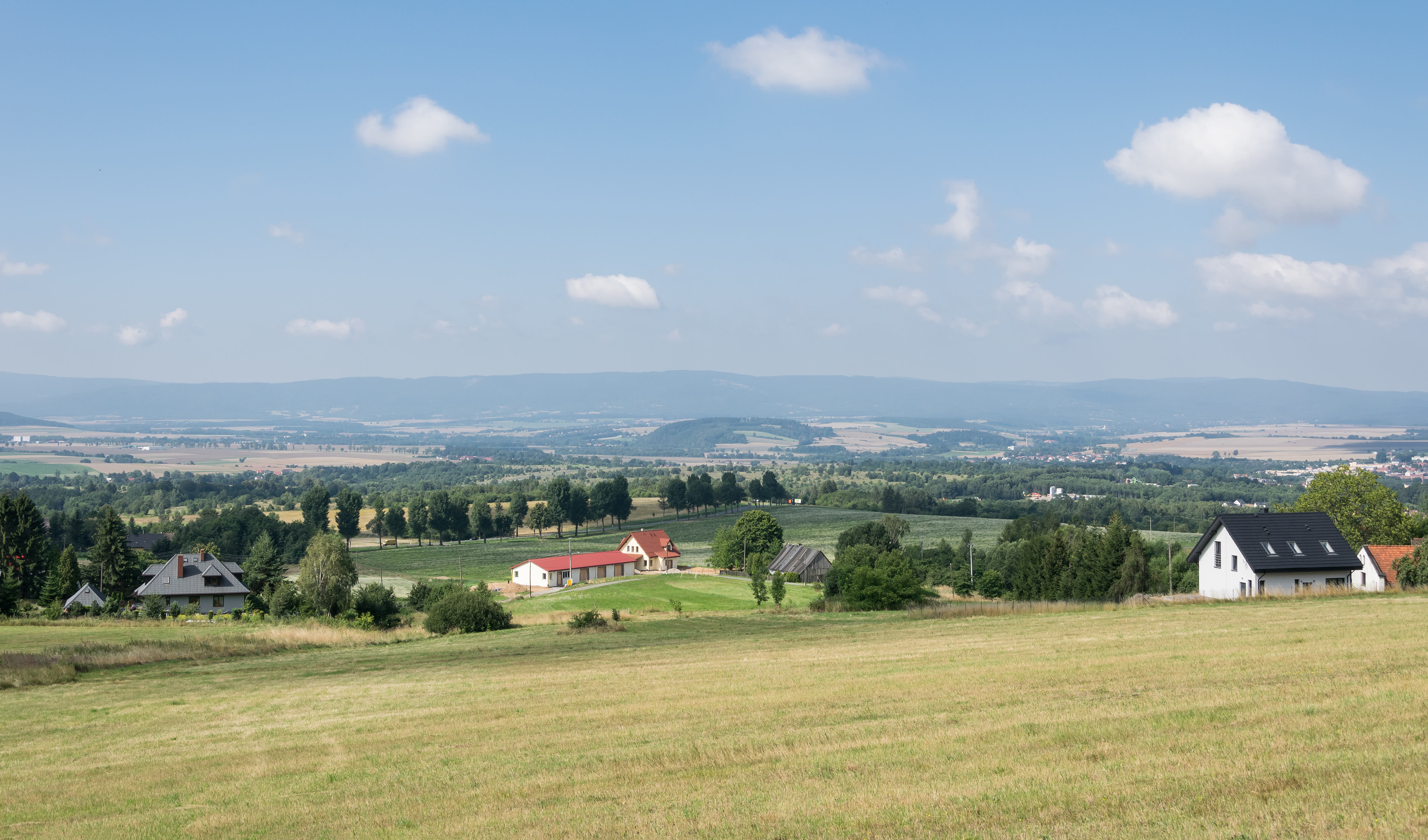
Panorama mit Jaszkówka

Jaszkówka (deutsch: Neuhannsdorf) ist ein Ort in der Landgemeinde Kłodzko im Powiat Kłodzki der Wojewodschaft Niederschlesien in Polen. Es liegt drei Kilometer östlich von Kłodzko (Glatz).

## Geographie
Jaszkówka liegt an der Landesstraße 46, die von Kłodzko über den 483 m hohen Glatzer Pass (polnisch Przelącz Kłodzka) nach Złoty Stok (Reichenstein) führt. Der Glatzer Pass trennt den Glatzer Kessel von Niederschlesien. Nordöstlich Jaszkówka erstreckt sich das Warthagebirge (Góry Bardzkie).
Nachbarorte sind das wüste Joswików (Josephstal) und Wojciechowice (Königshain) im Norden, Podzamek (Neudeck) und die Wüstung Gajek (Hain) im Südosten, Jaszkowa Dolna (Niederhannsdorf) im Südwesten und Kłodzko im Westen.

## Geschichte
Neuhannsdorf wurde Mitte des 18. Jahrhunderts durch Leopold von Neuhaus gegründet und zunächst als Leopoldsdorf bezeichnet. Es gehörte zum Glatzer Land, mit dem es die Geschichte seiner politischen und kirchlichen Zugehörigkeit teilte.
Nach dem Ersten Schlesischen Krieg 1742 und endgültig mit dem Hubertusburger Frieden 1763 fiel Neuhannsdorf zusammen mit der Grafschaft Glatz an Preußen. Nach der Neugliederung Preußens gehörte es ab 1815 zur Provinz Schlesien und war ab 1816 dem Landkreis Glatz eingegliedert, mit dem es bis 1945 verbunden blieb.
Als Folge des Zweiten Weltkriegs fiel es 1945 wie fast ganz Schlesien an Polen und wurde in Jaszkówka umbenannt. Die deutsche Bevölkerung wurde vertrieben. Die neu angesiedelten Bewohner waren teilweise Zwangsumgesiedelte aus Ostpolen, das an die Sowjetunion gefallen war. 1975 wurde es der neu gebildeten Woiwodschaft Wałbrzych, die bis 1998 bestand.

## Sehenswürdigkeiten
- Mehrere Bildstöcke